# 欧仁·博班
欧仁·博班（Eugène Boban，1834年—1908年），或博班-迪韦热（Boban-Duvergé），是一位法国古董商。他是马西米连诺一世的御用考古学家，也是法國派駐墨西哥的“科学委员会”（Commission scientifique du Mexique）的成员。有一段时间，他持有并出售了一些 水晶头骨，其中一尊在凯布朗利博物馆，还有一尊在大英博物馆。

## 经历
欧仁·博班少年时来到墨西哥，能流利的讲西班牙语和纳瓦特尔语。他带领过一支由拿破仑三世委托，旨在搜集墨西哥的艺术品和文物的探险队。不久后搜索到的物品被陈列在第2届巴黎世界博览会中的托卡德罗博物馆。1885年，他出版了一份海报。在1886年7月，博班将他的生意迁到纽约市，埃德·弗罗萨曾记录了两个博班的收藏品销售目录，并在1887年于纽约出版。1891年，博班组织并出版了欧班-古皮尔（Aubin-Goupil）收藏的手稿。这些手稿由欧仁·古皮儿购于1889年，现藏于法国国家图书馆。
1908年，他的收藏品中的民族文物在巴黎被出售。

## 真实性质疑
一尊由博班售出，现藏于大英博物馆的水晶头骨已被证明是现代赝品。史密森尼学会的简·沃尔什同时认为，巴黎人类博物馆所藏的水晶头骨也是赝品，这尊水晶头骨是欧仁·博班最早持有并出售给阿尔封斯·皮那特的。

## 出版著作
博班出版的著作包括：
- Eugéne Boban Antiquités mexicaines Paris, E. Leroux, 1875
- Bibliographie palèoethnologique 1881
- Cuadro arqueológico y etnográfico de la republica mexicana Mexico, Imp. de Muriga, 1885
- E. Boban Documents pour servir à histoire du Mexique Paris, E. Leroux,  1891
- Histoire de la nation Mexicaine 1893